# 歐洲懷疑主義
歐洲懷疑主義（英語：Euroskepticism）又稱疑歐主義，是指反對欧洲一体化的思想或理念，其非單一的意識型態，亦非反對欧洲，但很大部分是反對歐盟的立場有關，不少具有民族主義的因素。
它當中有主張不同形式的反歐盟者：包括那些反對一些歐盟機構和政策並尋求改革（軟歐洲懷疑主義）的人，以及視歐盟不可改變，主張自己的国家退出歐盟、甚至解散歐盟等（嚴格的歐洲懷疑主義或反歐盟主義）。
歐洲懷疑主義的政治勢力在欧盟东扩後大增，加上欧盟不断增加內部权力削弱國家主權且各國影響力失衡，使歐盟受到大量國家批評。與此相對的是親歐洲主義，主張增強欧洲政治经济的整合，加強一体化和推行欧洲邦联制。

## 簡介
歐洲懷疑主義分布在各種政治光譜當中。在歐洲議會中，有左翼歐洲懷疑主義黨團，也有右翼歐洲懷疑主義黨團。左翼例如歐洲聯合左派/北歐綠色左派黨團，右翼例如自由和直接民主歐洲黨團。
然而，自2010年代歐洲懷疑主義的興盛，與傾向民族主義的右翼民粹主義政黨密不可分。在2014年歐洲議會選舉，疑歐派當選席次將近全體席次的三分之一。目前歐洲不少保守派、民族主義傾向的右翼民粹政黨都傾向該主義，但並非所有。
英國左翼專欄作家歐文·瓊斯（Owen Jones）認為，部分左翼支持脫離歐盟，此類主張並非全然新鮮事物；早在英國首相柴契爾夫人主政的時期，英國左派的工黨就已經抱持著反對加入歐洲經濟共同體的立場。而歐洲經濟共同體也就是後來的歐洲聯盟。瓊斯還認為，在當時時空背景，英國國內政局由右派的保守黨主政，一時之間難以撼動柴契爾主義，工黨因此在1980年代後期轉為親歐，積極參與歐盟事務以对抗转向疑欧的保守党，期望透過歐盟機構來達成主張。瓊斯所描述的這個歷史背景，可能是英國左派的主流論述較親近歐盟的原因之一。部分左派更認為，加強與歐盟的關係可以削弱美國對英國「特殊關係」的影響力。
長期公開支持西方右派政党的評論作家曹長青就認為，歐盟是左派烏托邦的產物。另一方面，左翼人士卻也認為歐盟本質是右翼。記者白曉紅寫道，英國部分左派，特別是極左派及有傳統工會背景的左派人士，認為歐盟的本質是右派新自由主義的，欧盟對勞工權益有害。
其中一個典型的歐洲懷疑主義見解是：歐盟缺乏民主，在布魯塞爾的官僚機構並不是由民眾直選出來的，即使是民眾直選出來的歐洲議會亦難以制衡歐盟官僚。英國記者保羅·梅森（Paul Mason）認為，部分左翼支持英國退出歐盟的理由很簡單，因為歐盟不是一個民主國家，也不可能變成一個民主國家。梅森認為歐盟的立法權太弱，弱到無法有效控制歐盟公務體系。右翼的支持英國退出歐盟的理由更簡單，亦較左翼来得更直接了当，右翼批評欧盟的多元文化主义及移民政策，认为人口自由流动会助长非法入境及犯罪率。此外，近年欧洲移民危机，右翼政党普遍反對欧盟無限量及強制接收難民，认为会对欧洲文化、身份认同及治安構成嚴重威脅，这也使更多民眾不滿欧盟的重要理由。

### 硬歐洲懷疑主義
根據Taggart和Szczerbiak的觀點，強硬的歐洲懷疑論（也稱為反歐盟主義），是「對歐盟和歐洲一體化的原則性反對意見，因此可以在締約方他們認為他們的國家應該退出會員制，或者對歐盟的政策無異於反對整個歐洲一體化項目，就像它目前所設想的那樣。」
在西歐的歐盟成員國，硬性歐洲懷疑主義目前是許多反建制黨的特徵。

### 軟歐洲懷疑主義
軟歐洲懷疑主義是對歐盟形式的存在和成員資格的支持，但反對歐盟的具體政策；或者用Taggart和Szczerbiak的話來說：「對歐洲一體化或歐盟成員資格沒有原則性反對意見，但對一個（或多個）政策領域的關切導致表達對歐盟的合格反對，或者存在“國家利益”目前與歐盟的軌跡不符。」
在歐洲保守和改革黨小組，由中間偏右的政黨如捷克為代表的公民民主黨與歐洲聯合左派/北歐綠色左派，這是歐洲議會中左翼政黨的聯盟，顯示出柔和的歐洲懷疑主義。

### 軟硬之分
有些人聲稱，假定的“硬”和“軟”歐洲懷疑論之間沒有明確界限。Kopecky和Mudde曾說過，如果分界線是一個政黨反對的政策數量和政策，那麼問題就出現了一個政黨必須反對多少以及一個政黨應該反對哪一個使他們“變硬”歐洲懷疑而不是「變軟」。

### 其他分類
一些學者認為，“硬”和“軟”之間術語的逐漸差異歐洲懷疑主義不足以容納政治議程上的巨大差異。因此，“硬歐洲懷疑論”也被稱為“歐洲恐懼症”，而不僅僅是“歐洲懷疑主義”。“硬”和“軟”歐洲懷疑主義的其他替代名稱分別包括“退縮主義”和“改良主義”歐洲懷疑主義。

## 歐洲議會

### 初期
一項研究分析了第五屆歐洲議會和排名組的投票記錄，得出的結論是：「最重要的是親歐團體（PES，EPP-ED和ALDE），而在其次是更多的反歐盟團體（EUL / NGL，G / EFA，UEN和EDD）。」
2004年，來自英國，波蘭，丹麥和瑞典的 37位歐洲議會議員（MEPs）成立了一個名為“ 獨立與民主 ” 的新歐洲議會組織，來自民主和民主的舊歐洲（EDD）組織。
ID小組的主要目標是拒絕為歐洲制定憲法的擬議條約。該集團內的一些代表團，特別是來自UKIP的代表團，也主張將其國家完全撤出歐盟，而其他歐洲議會黨團只希望限制歐洲的進一步整合。

### 2009年
在2009年的選舉中，歐洲懷疑黨在某些領域的支持大大下降，波蘭，丹麥和瑞典的所有歐洲議會議員都因此失去了席位。在英國，歐洲懷疑論者UKIP在選舉中獲得第二名，領先於執政的工黨，而英國國民黨（BNP）贏得了有史以來的兩個歐洲議會議員。儘管新成員從希臘和荷蘭加入了ID小組，但尚不清楚該小組是否會在新議會中進行改革。

### 2014年
在2014年的選舉中，歐洲反對黨進行了大規模的反建制投票，佔據了四分之一的席位。

### 2019年
2019年的選舉看到中左翼和中右翼黨派遭受重大挫敗，包括失去其大多數議員。歐洲懷疑主義政黨在歐洲移民危機下明顯抬頭。而綠色主義，親歐盟自由派和一些歐洲懷疑右翼政黨獲得了顯著的收益，席次大幅增加。

## 歐洲統合風潮下的異例
談到歐洲統合，瑞士是個極度的異例。
瑞士由於其中立國思想，曾經長期拒絕加入聯合國，在1986年公民投票當中，75%的有效票反對取得聯合國會籍；雖然瑞士的日內瓦是國際聯盟總部所在地、也是聯合國第二大辦事處的所在地（僅次於紐約的聯合國總部大樓），但瑞士仍不改其志，直到2002年另一次公民投票過半通過後才加入。雖然加入了聯合國，瑞士卻從未加入歐盟。分別在1992年以及2001年，瑞士民眾以公民投票的方式，不但拒絕了加入歐洲經濟區，並且拒絕加入歐盟。反歐盟的瑞士人民黨自2000年代起更成為瑞士國會的第一大黨，瑞士至今反對歐盟的民意比例一直是壓倒多數，2015年正式收回加入歐盟的申請。
由於瑞士是聯邦國家，以邦或州的身份申請加入瑞士，在理論上是有潛在的可能性；因此瑞士周邊的其他國家地域型政黨（特別是在意大利北部地區如倫巴底大區及威尼托大區），甚至會以「加入瑞士」作為號召脫離歐盟的口號。
此外，挪威亦於1972年及1994年公投兩度否決加入歐盟。至今反對歐盟的民意比例一直是壓倒多數。冰島亦一直無加入歐盟的意願。而兩国同時也是北約成員國。
另外英國脫離歐盟後，會預留46席次給予後面加入的會員國。

## 歐盟各國懷疑主義

### 奧地利
奧地利自由黨（FPÖ） ，成立於1956年，是一個主要吸引來自年輕人和工人的支持的右翼民粹主義政黨。

### 比利時
比利時的主要歐洲懷疑政黨是弗拉芒利益，活躍於比利時的荷蘭語區。

### 西班牙
多年來，西班牙的歐洲化進程發生了變化。1986年，西班牙加入了歐洲共同體。從那時候起，西班牙一直是最具「親歐盟」的歐洲主義國家之一。
在2015年時出現我們能是左翼疑歐政黨，2019年4月西班牙大選中，聲音成為第一個贏得眾議院席位的右翼歐洲懷疑政黨，獲得24個席位。

## 歐洲他國之懷疑主義

### 冰島
冰島的三個主要的疑歐政黨是獨立黨、左翼運動和進步黨。

### 瑞士
以瑞士人民黨為代表，人民黨以反對歐盟及大量移民湧入為主要的政治主張。

### 英國
英國亦於2016年6月23日举行的英國去留歐盟公投，以52%支持脫離歐盟。英國其後与歐盟展開脫歐谈判，若完成谈判，2019年3月29日，英國將會脫離歐盟。但若未完成談判，則會在無協議之下脫離歐盟。英國獨立黨為一個代表。另外其他政黨也存在歐洲懷疑主義。2020年1月31日，英国正式脱离欧盟。

### 烏克蘭
烏克蘭曾出現的兩個主要疑歐政黨分別為地区党（後更名為「反對派集團」）及反对派平台－为了生活，主要活躍於東部地區，當中地區黨更曾一度執政。而自2014年烏克蘭親歐盟示威運動，以及俄羅斯入侵烏克蘭以後，該國同類政黨均已先後解體或被取締。

## 參看
- 歐洲聯盟歷史
- 歐洲聯盟擴大
- 民族主義
- 第四帝國
- 親歐洲主義
- 歐羅巴合眾國
- 右翼民粹主義
- 左翼民粹主義